# Tigridia convoluta
Tigridia convoluta är en irisväxtart som först beskrevs av Pierfelice Ravenna, och fick sitt nu gällande namn av Peter Goldblatt. Tigridia convoluta ingår i släktet Tigridia och familjen irisväxter. Inga underarter finns listade i Catalogue of Life.